# Austin Powers: Špion, který mě vojel
Austin Powers: Špion, který mě vojel (anglicky Austin Powers: The Spy Who Shagged Me) je druhý díl ze série filmů o Austinu Powersovi.

## Děj
Londýňan Austin Powers navenek vypadá jako děvkař, chová se jako děvkař a na první pohled se zdá, že je děvkař, v noci však pracuje jako tajný agent, připravený kdykoli zasáhnout v nejméně bezpečných destinacích světa: na Středním východě, v zamrzlé ruské tundře nebo v podzemí Východního Berlína.

## Obsazení
| Mike Myers          | Austin Powers, Doktor Zloun, Tlustý Parchant |
| Heather Grahamová   | Felicity Shagwellová                         |
| Michael York        | Basil Exposition                             |
| Robert Wagner       | Číslo 2                                      |
| Alec Baldwin        | otec Čísla 2                                 |
| John Goodman        | Scottův otec                                 |
| Billy Crystal       | Past Basil                                   |
| Rob Lowe            | dřívější Číslo 2                             |
| Mindy Sterlingová   | Frau Farbissina                              |
| Seth Green          | Scott Zloun                                  |
| Verne Troyer        | Mémini                                       |
| Elizabeth Hurleyová | Vanessa Kensingtonová                        |
| Gia Caridesová      | Liza Hulimpyj                                |
| Will Ferrell        | Mustafa                                      |
| Oliver Muirhead     | britský plukovník                            |
| Clint Howard        | Johnson Ritter                               |
| Kristen Johnstonová | Radana Chujá                                 |
| Jeff Garlin         | Cyclops                                      |
| Michael McDonald    | voják NATO                                   |
| Burt Bacharach      |                                              |
| Elvis Costello      |                                              |
| Jerry Springer      |                                              |
| Steve Wilkos        |                                              |
| Rebecca Romijn      |                                              |
| Woody Harrelson     |                                              |
| Fred Willard        | velitel mise                                 |
| Tim Robbins         | prezident                                    |
| Willie Nelson       |                                              |